# Gloria Loring
Gloria Loring (* 10. Dezember 1946 in New York City als Gloria Jean Goff) ist eine US-amerikanische Sängerin und Schauspielerin. Sie erlangte Bekanntheit durch ihre von 1980 bis 1986 gespielte Rolle der Liz Chandler in der US-Seifenoper Zeit der Sehnsucht sowie ihr Duett Friends and Lovers mit Carl Anderson, mit dem sie 1986 Platz zwei der US-Charts und Platz eins in Kanada erreichte.

## Karriere
Gloria Loring kam 1946 in New York City als Tochter von Gerald Lewis Goff (1923–2000) und dessen Frau Dorothy Anne, geb. Tobin (1923–2000) zur Welt. Sie wurde in eine musikalische Familie hineingeboren: Die Mutter war Sängerin und der Vater war Trompeter in der Big Band von Tommy Dorsey.
Loring begann ihre Gesangskarriere im Alter von 14 Jahren als Mitglied der Folk-Gruppe Those Four. 1968 erschien bei MGM Records ihr Debütalbum, Today (Toningenieur: Roy Cicala), welches die Originalversion von One Way Ticket enthielt, was später von Helen Reddy gecovert wurde. Es folgten zwei weitere Alben bei Evolution Records.
Ihre Singles in diesem Zeitraum waren überwiegend Coverversionen, darunter Chelsea Morning von Joni Mitchell (1968), Everybody's Talkin‘ von Harry Nilsson (1969), New World in the Morning von Roger Whittaker (1970) oder Will You Love Me Tomorrow von den Shirelles (1971). Loring trat in populären Fernsehsendungen wie The Merv Griffin Show (August 1967) und The Carol Burnett Show (März 1968) auf.
Bei Atco Records, einem Ableger von Atlantic Records, erschien 1977 die Single Brooklyn unter dem Pseudonym Cody Jameson. Dies war Lorings erster Charterfolg (Platz 74 Billboard Hot 100). Im März 1977 trat sie in der The Bobby Vinton Show auf, wo sie Will You Love Me Tomorrow sowie ein Duett mit Vinton, Neil Sedakas Breaking Up is Hard to Do, sang.
Den größten Erfolg als Sängerin hatte sie jedoch erst 1986, als ihr Duett Friends and Lovers mit Carl Anderson Platz zwei der Billboard Hot 100, Platz eins der Adult-Contemporary-Charts sowie Platz eins der kanadischen Single-Charts erreichte.
Ihre bekannteste Rolle als Schauspielerin spielte sie als Kabarettsängerin Liz Chandler ab 1980 in der amerikanischen Seifenoper Zeit der Sehnsucht (Days of Our Lives). Diese Rolle spielte sie bis 1986. In den späten 1980er und frühen 1990er Jahren spielte Loring hauptsächlich Theater, unter anderem in den Stücken Queen of the Soaps, Star Dust und dem mit einem Tony ausgezeichneten Musical Music Minus One.

## Privatleben
Am 22. August 1970 heiratete Loring den Schauspieler und Songwriter Alan Thicke. Aus dieser Ehe gingen die Söhne Brennan (* 1974) und Robin (* 1977) hervor. Zusammen mit Thicke komponierte Loring die Titelmelodien zu den Sitcoms Diff'rent Strokes (ABC) und The Facts of Life (NBC). Die Ehe wurde 1980 geschieden.
Lorings Sohn Brennan wurde 1979 mit Diabetes diagnostiziert. Dies brachte sie dazu, zwei Bücher zu dem Thema zu veröffentlichen, Parenting a Diabetic Child: A Practical, Empathetic Guide to Help You and Your Child with Diabetes (1993) und Living with Type 2 Diabetes: Moving Past the Fear (2006).
In zweiter Ehe war Loring von 1988 bis 1993 mit Christopher Beaumont verheiratet. Seit 1994 ist sie mit dem Bühnenbildner René Lagler verheiratet, den sie bereits 1970 auf dem Set der Glen Campbell Goodtime Hour kennengelernt hatte. Das Paar lebt in Kalifornien.
Gloria Loring wurde 1999 mit dem Lifetime Commitment Award der JDRF sowie mit dem Woman of Achievement Award der Miss America Organization ausgezeichnet.

## Diskografie

### Studioalben
- 1968: Today (MGM SE4499)
- 1969: And Now We Come to Distances (Evolution 2006)
- 1970: Sing a Song for the Mountain (Evolution 2016)
- 1984: A Shot In the Dark (Glitz 00001)
- 1986: Gloria Loring (Atlantic 78 16791)
- 1988: Full Moon / No Hesitation (Atlantic 81852-1)
- 1992: Is There Anybody Out There? (Silk Purse Productions SP 1001-2)
- 1999: Turn the Page (Silk Purse SPO-0102)
- 2001: By Request (LML Music LMLCD 134)
- 2003: You Make It Christmas (Silk Purse)
- 2005: Friends & Lovers (LML Music LMLCD 153)
- 2008: A Playlist (Silk Purse SPO-0106-2)

### Singles
- 1968: "Chelsea Morning" / "Chelsea Morning" (MGM K13942) – Promo-Single
- 1969: "Leaving on a Jet Plane" / "Everybody's Talkin'" (Evolution 1012)
- 1970: "New World in the Morning" / "The Dove" (Evolution 1026)
- 1971: "I Don't Want to Leave You Anymore" / "Sunshine on My Shoulders" (Evolution 1040)
- 1971: "Will You Love Me Tomorrow" / "And the Grass Won't Pay No Mind" (Evolution 1045)
- 1971: "My Guy" / "And the Grass Won't Pay No Mind" (Evolution 1051) – Promo-Single
- 1972: "Monday Morning" / "Where You Lead" (Evolution 1060)
- 1977: "Brooklyn" / "That Little Bit of Us" (Atco 7073) – als Cody Jameson
- 1986: "Changes of Heart" / "What's One More Time" (Atlantic 7-89272)
- 1986: "Don't Let Me Change the Way You Are" / "What's One More Time" (Atlantic 7-89353)
- 1986: "Friends and Lovers" / "You Always Knew" (Carrere ZS4-06122) – mit Carl Anderson
- 1987: "Smokin'" / "If You Remember Me" (Atlantic 7-89200)
- 1988: "One Love, One Heart (One Hand In Mine)" / "New Moon Over Babylon" (Atlantic 7-89079) – mit Bobby Caldwell